# Championnat de Chine de football de deuxième division
La Ligue Jia (ou Chinese League One) est la deuxième ligue professionnelle de football en République populaire de Chine. La ligue est sous la direction de la Fédération de Chine de football. Elle permet d'accéder à la Chinese Super League (CSL).
Avant la création de la CSL, la Ligue Jia était connue sous le nom de Ligue Jia B. Les deux premières divisions des championnats chinois de football étaient nommés Ligue Jia A et Ligue Jia B. La Ligue Jia A a été renommée CSL et la Ligue Jia B en Ligue Jia en 2004. Le championnat inférieur est la Ligue Yi, suivant la convention de nommage chinoise qui s'appuie sur la Tige céleste.
13 équipes disputent le championnat par match aller et retour. À la fin de chaque saison, les deux premières équipes sont promues en CSL et les deux moins bonnes équipes de la CSL sont reléguées en Ligue Jia. La ligue va passer à 14 équipe à partir de la saison prochaine. Les deux meilleures équipes de la Ligue Yi seront promues et seulement une équipe sera reléguée de la Ligue Jia.

## Champions
| Saison | Champion                 | Vice-champion             | 3e place                 |
| ------ | ------------------------ | ------------------------- | ------------------------ |
| 2004   | Wuhan Huanghelou         | Shanghai United           | Xiamen Lanshi            |
| 2005   | Xiamen Lanshi            | Changchun Yatai           | Zhejiang Greentown       |
| 2006   | Henan Construction       | Zhejiang Greentown        | Guangzhou Pharmaceutical |
| 2007   | Guangzhou Pharmaceutical | Chengdu Blades            | Jiangsu Sainty           |
| 2008   | Jiangsu Sainty           | Chongqing Lifan           | Nanchang Hengyuan        |
| 2009   | Liaoning Whowin          | Nanchang Hengyuan         | Shenyang Dongjin         |
| 2010   | Guangzhou Evergrande     | Chengdu Blades            | Yanbian FC               |
| 2011   | Dalian Aerbin            | Guangzhou R&F             | Guangdong Sunray Cave    |
| 2012   | Shanghai Dongya          | Wuhan Zall                | Fujian Smart Hero        |
| 2013   | Henan Jianye             | Harbin Yiteng             | Guangdong Sunray Cave    |
| 2014   | Chongqing Lifan          | Shijiazhuang Ever Bright  | Wuhan Zall               |
| 2015   | Yanbian FC               | Hebei China Fortune       | Dalian Aerbin            |
| 2016   | Tianjin Quanjian         | Guizhou Hengfeng Zhicheng | Qingdao Huanghai         |
| 2017   | Dalian Yifang            | Beijing Renhe             | Shijiazhuang Ever Bright |
| 2018   | Wuhan Zall               | Shenzhen FC               | Zhejiang Greentown       |
| 2019   | Qingdao Huanghai         | Shijiazhuang Ever Bright  | Guizhou Hengfeng         |
| 2020   | Changchun Yatai          | Zhejiang Greentown        | Kunshan FC               |
| 2021   | Wuhan Three Town         | Meizhou Hakka             | Zhejiang FC              |
| 2022   | Kunshan FC               | Qingdao Hainiu            | Nantong Zhiyun           |
| 2023   | Sichuan Jiuniu           | Qingdao West Coast FC     | Shijiazhuang Gongfu FC   |
| 2024   | Yunnan Yukun FC          | Dalian Yingbo FC          | Guangzhou FC             |

## Meilleurs buteurs
| Saison | Meilleur buteur             | Club                        | Buts |
| ------ | --------------------------- | --------------------------- | ---- |
| 2004   | Will                        | Wuhan Huanghelou            | 22   |
| 2005   | Mikalay Ryndzyuk            | Guangzhou Pharmaceutical    | 15   |
| 2006   | Tico                        | Zhejiang Greentown          | 15   |
| 2007   | Luis Ramírez                | Guangzhou Pharmaceutical    | 19   |
| 2008   | Sabin Ilie                  | Qingdao Hailifeng           | 18   |
| 2009   | Martín García               | Nanchang Hengyuan           | 19   |
| 2010   | Gao Lin                     | Guangzhou Evergrande        | 20   |
| 2011   | Mitchel Brown Johnny Woodly | Hunan Billows Dalian Aerbin | 13   |
| 2012   | Babacar Gueye               | Shenzhen Ruby               | 23   |
| 2013   | Babacar Gueye               | Shenzhen Ruby               | 23   |
| 2014   | Guto                        | Chongqing Lifan             | 21   |
| 2014   | Ha Tae-goon                 | Yanbian FC                  | 26   |